# Haig Avenue

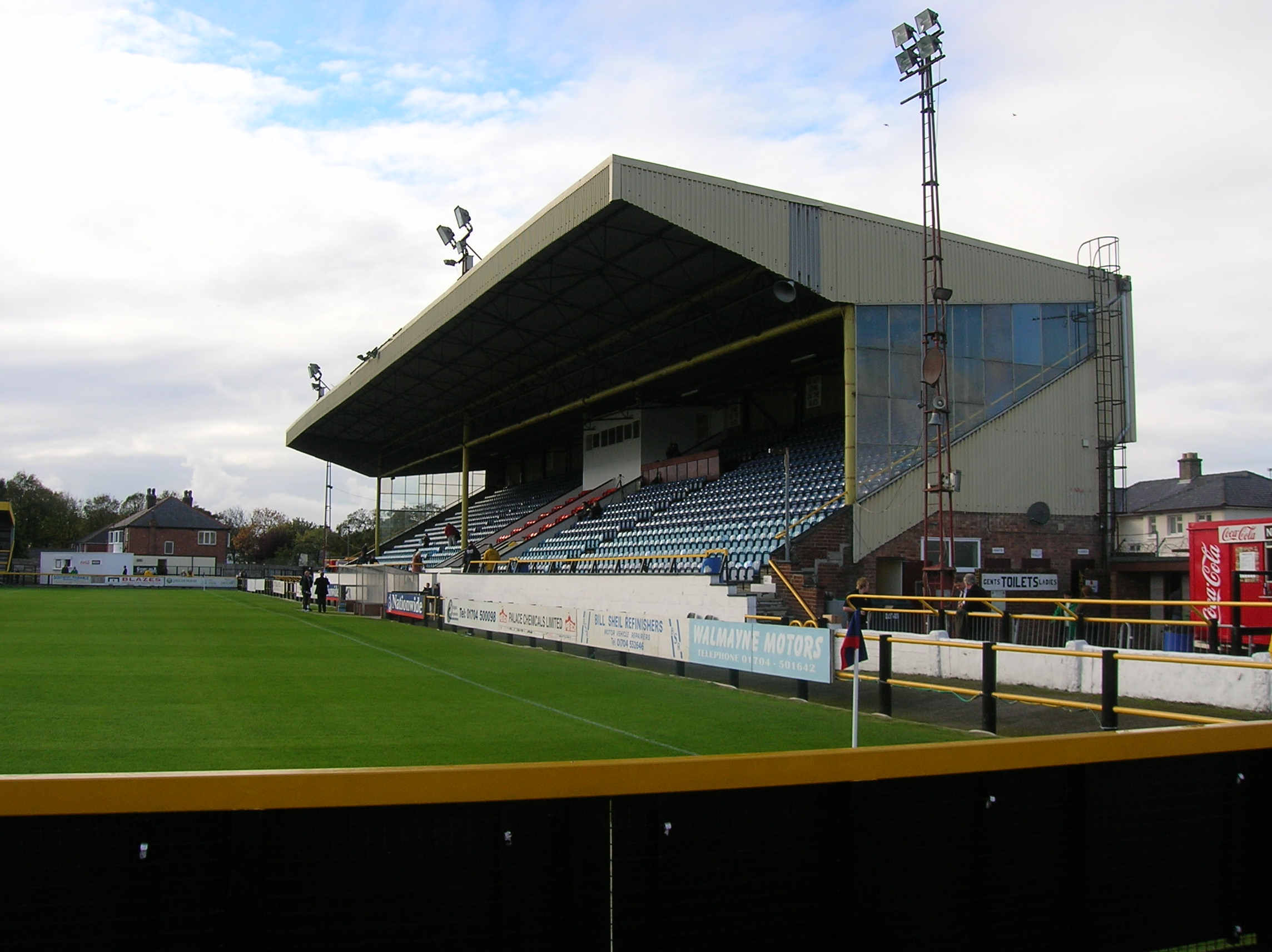
Haig Avenue.

Haig Avenue (kallad Merseyrail Community Stadium av sponsorskäl) är en fotbollsarena i Southport i England. Arenan kan för närvarande ta 6 008 åskådare och är sedan den invigdes 1905 hemmaarena för Southport.
Arenan har även varit hemmaarena för både Liverpools och Evertons reservlag. Flera matcher i damernas FA Women's Cup har även spelats på arenan.